# Ephesia fumiplaga
Ephesia fumiplaga är en fjärilsart som beskrevs av W. Warren 1913. Ephesia fumiplaga ingår i släktet Ephesia och familjen nattflyn. Inga underarter finns listade i Catalogue of Life.